# Warren (Michigan)
Warren é uma cidade no Condado de Macomb no estado americano do Michigan.
O atual prefeito da cidade é James R. Fouts, que foi eleito em novembro de 2007.
Em Warren mora o rapper Eminem, que também frequentou a Lincoln High School.

## Geografia
De acordo com o United States Census Bureau, a cidade tem uma área de 89,2 km², onde 89 km² estão cobertos por terra e 0,2 km² por água.

## Demografia
Segundo o censo nacional de 2010, a sua população é de 134 056 habitantes e sua densidade populacional é de 1 505,51 hab/km². É a terceira cidade mais populosa do Michigan. Possui 57 938 residências, que resulta em uma densidade de 650,67 residências/km².